# Шмарненская пещера
Шмарненская пещера — подземная меловая пещера, бывшая частью монастырского комплекса в с. Шмарное Старооскольского района Белгородской области. Пещера расположена в 18 км к югу от Старого Оскола и в 4,8 км юго-западнее с. Шмарное.

## Описание
Памятный календарь Курской губернии за 1888 год сообщает: «...в двух верстах от села Шмарного в Старооскольском уезде в 40 саженях от проселочной дороги в меловой горе пещера с очень неудачным входом. От него идет спуск до коридора, длиной 3 аршина, затем коридор делится на три прохода с арками, разделенными колоннами, и высеченными по бокам углублениями разной формы, в которых свободно может поместиться человек. Высечены по стенам кресты и углем написаны разные изречения. В восточной стороне (по проходу) нечто вроде церкви; потолок куполообразный, в центре как бы иконостас с царскими дверями, от которых уцелела правая колонна и нижняя часть левой. Все это высечено из мела. Длина переходов до 15 саженей».
Если сравнить Шмаренский пещерный комплекс с другими, известными и изученными, такими как Холковские пещеры, подземный комплекс храма Игнатия Богоносца в Валуйках, Дивногорский монастырь, можно увидеть ряд общих черт. Например, привязка к местности (меловые склоны, близость реки), присутствие наземных монастырских сооружений, близость укрепленных сторож, схожесть внутренней планировки (подземный храм, кельи, трапезная, коридор для крестного хода). Всё это позволяет сделать вывод об общности исторических событий, в контексте которых монастыри основывались, а также о том, что пещерный комплекс села Шмарное является памятником истории и культуры и требует дальнейшего исследования.

## История
О монастыре в с. Шмарное сохранилось немного сведений. Известно название, существовавшей в селе церкви, она была освящена во имя Соловецких Чудотворцев. Храм был частью монастыря Таволжаная пустынь. Вероятно, подземные пещеры также были частью монастырского комплекса.
Пещера находится в горе, окружностью до 2 километров, покрытой лесами. По народным преданиям на горе был древний монастырь, основанный ещё до татарского нашествия и до сей поры сохраняющийся в памяти народа в форме названия местного урочища «Старый монастырь». В подземельях этого монастыря, под мощными меловыми слоями толщиной более десяти метров, скрывались русские люди при появлении здесь татар хана Батыя.
Пещеры были неоднократно обследованы, в том числе и членами краеведческого кружка, существовавшего при Пролетклубе в 1923 году. В этот период пещера находилась в запустении. Описание пещер было составлено сотрудниками краеведческого музея в 1960 году, в это же время был составлен и план пещер.
Последним их обитателем был крестьянин с. Долгая Поляна Владимир Васильевич Костелев, поселившийся там, приблизительно, в 1840-годах; в 1850 г. Костелев украсил церковь иконами и сам проводил там службы. Очевидно, что Костелев воспользовался готовыми пещерами, т.к. подобное сооружение одному ему, разумеется, было не под силу.
У местных жителей ходит много преданий, предположительно именно там находился монастырь игумена Изосима и Савотея.
На сегодняшний день стены и потолок сильно повреждены рубящими предметами, исцарапаны надписями и сильно закопчены.

## Значение
По мнению Н. Белых, открытие Шмаренской пещеры вносит существенную поправку в бытовавшее среди краеведов мнение, что будто бы в Поосколье не было поселений до конца XVI века и что колонизация края началась лишь после основания крепости Оскол в мае 1593 года.
В действительности же, о чём свидетельствуют и остатки Шмарненского монастыря с пещерой и наименования урочищ, колонизация Поосколья и возникновение поселений здесь имели место за несколько веков до основания города Старого Оскола.
Имелись и такие формы колонизации, как монастыри с их собственной охраной, крепкими стенами, подземными убежищами и т. д.